# El castillo encantado (novela)

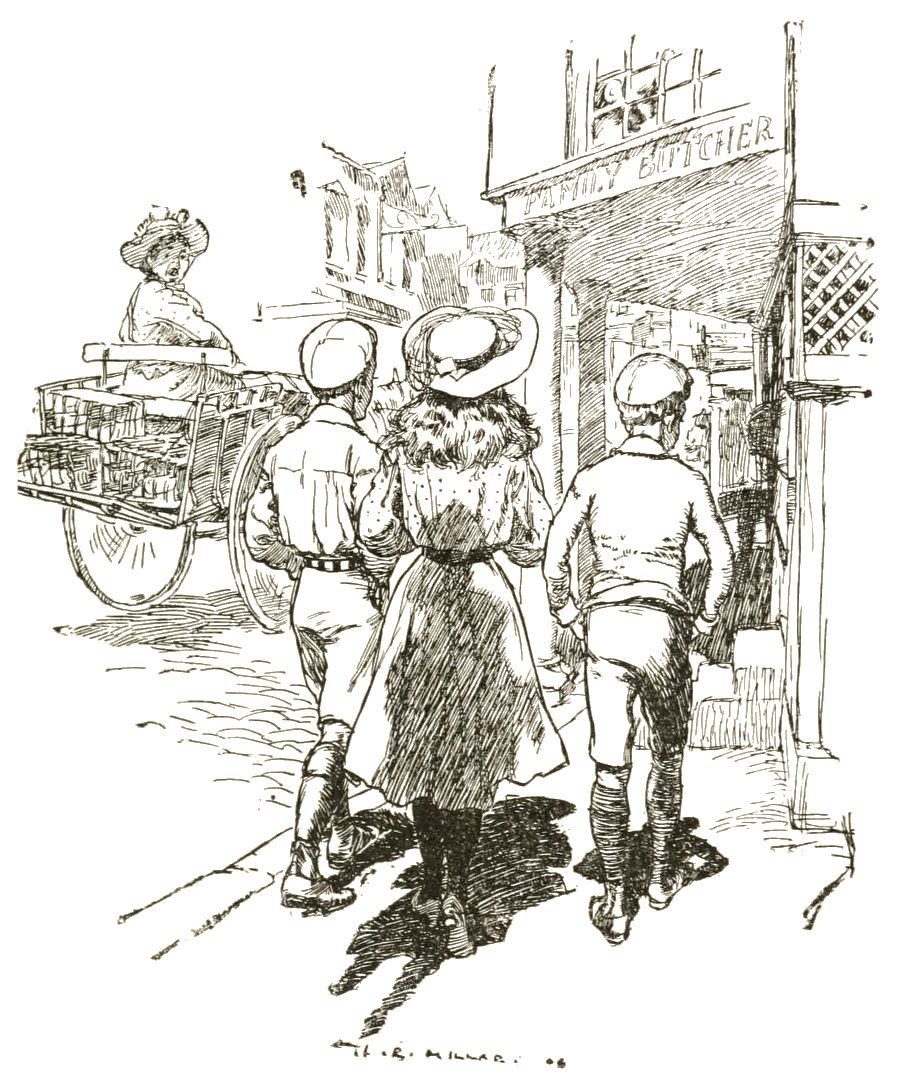
Lesley Sims

El castillo encantado (en inglés: The Enchanted Castle) es una novela de fantasía destinada al público infantil, escrita por Edith Nesbit y publicada en inglés por primera vez en 1907.

## Argumento
El castillo encantado que se menciona en el título está localizado en la zona suroeste de Inglaterra, conocida como West Country, que es descrita a través de los ojos de tres hermanos, llamados Gerald, James y Kathleen, quienes lo descubren mientras exploran durante sus vacaciones. El lago, los árboles y las estatuas de mármol, con torres brancas, crean un ambiente de cuento de hadas y allí, en medio del laberinto que forma el jardín, los niños encuentran una princesa durmiente, que les habla de la magia que envuelve el castillo y de los tesoros que en él se encuentran, entre los que se incluye un anillo de invisibilidad.

## Estilo
The Enchanted Castle fue escrito tanto para niños como para lectores adultos. Así, combina descripciones de juegos infantiles, que evocan a otra obra de la propia autora, The Story of the Treasure Seekers, con la magia. Nesbit también usuaría esto en The Story of the Amulet.